# Ceryx transitiva
Ceryx transitiva är en fjärilsart som beskrevs av Walker 1862. Ceryx transitiva ingår i släktet Ceryx och familjen björnspinnare. Inga underarter finns listade i Catalogue of Life.